# Раден Салех (кратер)
Раден Салех (Raden Saleh) — 23-кілометровий кратер на Меркурії. Названий на честь відомого індонезійського художника Радена Салеха. Його назва була затверджена Міжнародним астрономічним союзом у 2008 році.

## Галерея

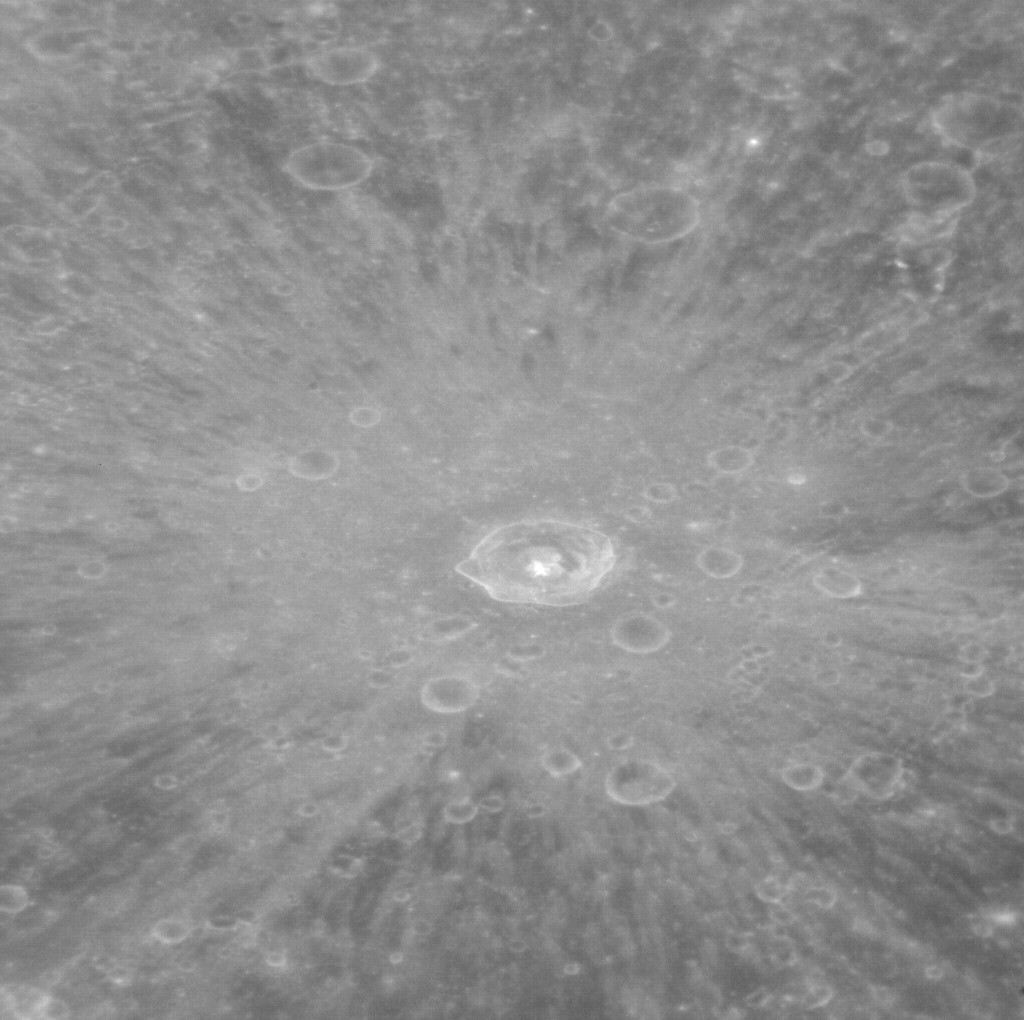
На цьому знімку видно «промені», що відходять від кратера
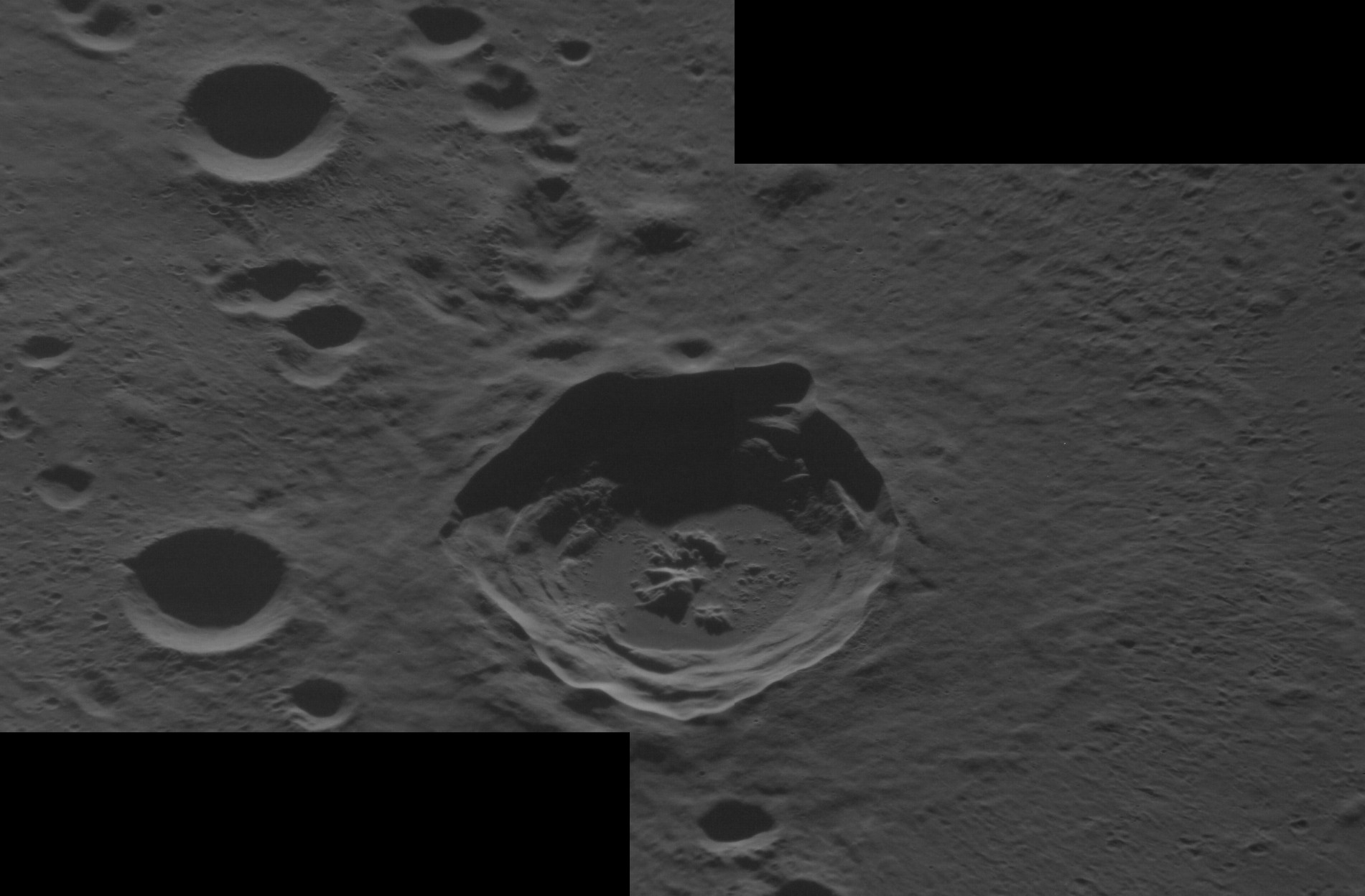
На цьому знімку видно деталі внутрішньої частини кратера